# Pietro Angelini
Pietro Angelini (Forlì, 1888 – Roma, 1977) è stato un pittore italiano di scuola forlivese.

## Biografia
Nato in una famiglia poverissima, a 13 anni se ne andò da casa senza una lira in tasca, mantenendosi con ogni tipo di mestiere per procurarsi il pane. A piedi spesso come un pellegrino, "sempre e unicamente interessato all'arte", sono parole sue.
Di quell'esperienza in seguito ricorderà "Partii a 13 anni dalla Romagna, trascinato da una forza che non sapevo spiegarmi, senza meta e senza un soldo".
Pietro Angelini intraprese l'avventura senza essere mai andato a scuola: "imparai da solo e con fatica a leggere e scrivere, poi attraverso i molteplici e svariati lavori , sfociai nella pittura".
Le tappe più lunghe di quel girovagare, dopo Forlì, furono Milano, Como, Ginevra, Parigi, Lione, alternandovi partenze e ritorni.
A Forlì nonostante la povertà della sua famiglia, Pietro Angelini aveva potuto godere degli spettacoli di quel tempo.
È sempre lui che ricorda: "La Girandola, le corse in bicicletta, i canzonieri della Piazza, persino al Teatro, sostenuto dal dentista Camporesi (Eolo Camporesi, 1891-1973 personaggio poliedrico - medico, conferenziere, organizzatore, in seguito fondatore e direttore di "Penombra", rivista di enigmistica) avevo preso parte a "la Partita a Scacchi" come valletto , fochista dell'aerostato del trasvolatore Silimbani... In quel periodo, sebbene inconsciamente, presi a far parte di movimenti politici".
Questo avvicinamento alla difficile situazione politica romagnola di quei tempi, svanì una volta raggiunta Milano.
Peraltro, dopo poco tempo Pierozzo fu raggiunto dalla notizia della propria mamma morente. "Non avevo i soldi per affrontare il viaggio, ma il pittore mio concittadino Giovanni Marchini, di sua spontanea iniziativa fece una colletta fra i forlivesi e mi mandarono una somma. Feci appena in tempo ad abbracciare la mia adorata mamma, ma immediatamente dopo il doloroso epilogo, rientrai a Milano, usufruendo del residuo della raccolta".
Quest'episodio riguardante la generosità del pittore Giovanni Marchini non sarà ininfluente e consoliderà quella stima
che poi convincerà il solitario Angelini, unitamente ad altri giovani artisti forlivesi, ad aderire al Cenacolo Artistico Forlivese generato da un'iniziativa del Marchini e di Tommaso Nediani, sacerdote oratore e poeta 1871-1934).
I destini dei due pittori forlivesi più importanti del '900, Angelini e Marchini, si incroceranno pertanto nell'esperienza cenacolare - anche se Angelini rimase sempre un po' appartato - per poi ridividersi con Giovanni che sceglierà di vivere e lavorare nella sua città (sempre fedele allo stile macchiaiolo appreso da Giovanni Fattori), e con Pietro che continuerà a rincorrere (in giro per l'Italia, la Francia, la Svizzera e la Spagna) la sua anima artistica che tuttavia subirà almeno un'importante contaminazione, quella del futurismo.
È nel periodo della fatica e della miseria che Angelini assorbe la sua anima artistica, senza abbandonarla mai - nemmeno quando da anziano pittore continuerà a ricercare quella realizzazione che l'artista non sentirà mai come veramente compiuta.
Anima insoddisfatta, esigente - condita da un carattere burbero e scontroso, ereditato peraltro dalla sua misera famiglia.
È lui stesso a raccontare un aneddoto:
"L'artista non sente la miseria, anche se son molti i giorni in cui rimane a pancia vuota. Mi accadde a Como, dove saltavo i pasti per poter dormire in una stamberga, fra mendicanti e girovaghi: il prezzo, una lira, ma anticipata. Esaurita la pecunia, dovetti decidermi a dormire all'aperto; optai per i giardini pubblici e attraversando il piazzale deserto e semi-buio mi si avvicinò una donna con un bimbo in braccio che mi chiese umilmente - quasi vergognandosi - l'elemosina. Lì per lì rimasi interdetto e proseguii il cammino, ma una voce interna sembrò ribellarsi. Contai i pochi spiccioli in tasca, 30 centesimi, e li divisi. Mi voltai indietro, la donna mi guardava ancora e accorse: le stesi il misero obolo, ma essa mi ringraziò con effusione che non rimpiansi il perduto caffelatte. Capii allora il valore della povertà e la letizia francescana del donare il necessario."
Pietro Angelini assorbe tutto questo e lo mette nella sua tavolozza, trasformandolo in una poesia di colori.
Carlo Carrà scriverà "i suoi acquerelli sono spesso di una assoluta felicità e pienezza. Talvolta siamo addirittura nell'atmosfera della musica."

## Il maestro Vittore Grubicy de Dragon
Dopo la morte della madre - rientrato a Milano - Angelini incontra quello che sarà il suo vero Maestro, quel Vittore Grubicy de Dragon già promotore di numerosi giovani talenti come Giovanni Segantini, Emilio Longoni, Carlo Fornara, Benvenuto Benvenuti e tantissimi altri. Con Grubicy siamo alle radici del "Divisionismo" di cui soprattutto Segantini sarà il maggior esponente. È lì, da Grubicy, che Angelini comincia a dividere i suoi colori, le sue "armonie basse" come avrà modo di scrivere Carlo Efisio Oppo.
Angelini è allievo prediletto di Vittore Grubicy e alla sua morte ne diventa l'erede del patrimonio spirituale, unitamente al Maestro Arturo Toscanini, Arturo Tosi e Benvenuto Benvenuti.

## La conoscenza della pittura di Auguste Ravier
Angelini nel frattempo ha consumato le sue scarpe in giro per l'Italia, la provenza francese e Ginevra.
È a Ginevra che Angelini trova un buon apprezzamento per le sue opere, i suoi quadri si vendono bene, è sempre a Ginevra che conosce altri italiani espulsi dall'Italia per motivi politici, la loro frequentazione gli apre la mente "ad idee più vaste". Conosce il "Pein Palais" una palestra in cui si svolgevano incontri e conferenze, frequentato da socialisti, anarchici, fra i quali Lev Trotsky (le cui idee formano la base della corrente comunista del trotskismo) ed altri russi e altri di altre nazionalità. Fu un certo Benzoni, italiano proveniente da Losanna che gli parlò per la prima volta del socialista rivoluzionario Benito Mussolini che faceva il muratore e che era emigrato in Svizzera nel 1902.
Con un amico decisero di trasferirsi a Parigi e lì, pur essendo senza fissa dimora, Angelini prese confidenza con le Esposizioni, i salons , i caffè di Montemartre. Parigi fu una importante tappa interlocutoria per arrivare a Lione dove ci sarebbe stata la possibilità di sistemarsi più dignitosamente. Furono anni di agitazione e responsabilità, ma anche di benessere economico. Angelini a Lione cercò di ripercorrere i percorsi delle campagne tanto care ad Antonio Fontanesi e al suo amico Augusto Ravier. Se il maestro Grubicy gli aveva donato un'anima "divisionista", la pittura del Ravier lascerà una traccia indelebile nel carattere artistico di Pietro Angelini.
Angelini è ancora a Lione quando scoppia la Guerra, vi rimarrà per altri due anni in quanto riformato, ma fu sottoposto ad una nuova visita medica al Consolato Italiano e venne rispedito a Forlì.

## Il rapporto con Maceo Casadei
A Lione Angelini incontra il suo più giovane concittadino Maceo Casadei che lo affianca come "collaboratore di bottega" così come aveva già fatto con Giovanni Marchini a Forlì. Anche Maceo Casadei viene attratto dal percorso artistico di Auguste Ravier e di Luis Hilaire Carrand, ma a differenza di Angelini rimarrà fedele allo stile pittorico dei paesaggisti lionesi.
Maceo Casadei e Pietro Angelini avranno modo di ritrovarsi a Roma, nella seconda metà degli anni 30 e avranno modo di lavorare ancora insieme - dopo le esperienze precedenti di Lione e del Cenacolo Artistico Forlivese. Il loro rapporto se non generato da una grande amicizia fu sempre caratterizzato da stima reciproca - anche se Casadei manifestò alcune riserve nei confronti dell'ecclettismo artistico dell'Angelini.

## L'influenza futurista
A Forlì il suo miglior amico è Livio Carloni (meglio conosciuto come Luciano De Nardis - Forlì 1895 - 1959), anch'egli amante della pittura, ma soprattutto scrittore e demologo. De Nardis aderì al manifesto futurista frequentando casa Pratella a Lugo dove conobbe Marinetti ed altri futuristi romagnoli.
Angelini viene indubbiamente influenzato dal moderno movimento, rimane sempre in contatto con Luciano De Nardis con il quale organizza anche una mostra presso il famoso Circolo della Scranna di Forlì. Nella Mostra Angelini espose alcuni pastelli ispirati alle liriche futuriste del De Nardis. L'Angelini futirista già presente in mostra a Bologna nel 1912 si ripropone unendo il suo DNA figurativista al più moderno ed imperante Futurismo.
Se con Luciano De Nardis c'è grande affinità artistica, con l'amico Livio Carloni rimarrà sempre in contatto, fino al giorno della sua morte nel 1959.

## L'entusiasmo di Carlo Carrà
La prima vera e importante mostra personale è del 1925, Angelini la presenta alla "Famiglia Romagnola" di Milano.
Questo è il periodo del Cenacolo Artistico Forlivese, esperienza che vedrà chiudere il sipario poco dopo, nel 1927 per la chiusura della Sede. L'Angelini cenacolista è un artista ormai maturo e alla "Famiglia Romagnola" entusiasma Carlo Carrà che così lo recensisce nella Rivista "Il Convegno" del 25 dicembre 1925:
"Ed eccoci alle Mostre Personali, una delle quali, quella tenuta alla Famiglia Romagnola dal pittore Pietro Angelini, mi parve la più interessante. Dico meglio, essa mi fece l'effetto di una vera e propria rivelazione, non conoscendo prima né l'autore né alcuna sua opera. Colpa non del tutto nostra, ma dell'Angelini stesso che è un timido e un solitario. Che egli, come mi disse, non ami il rumore e per i cenacoli abbia naturale avversione, questo non avrebbe dovuto vietargli di esporre prima le sue pitture. Di questo artista siamo certi che la critica intelligente dovrà presto occuparsi.
I suoi acquerelli sono spesso di una assoluta felicità e pienezza. talvolta siamo addirittura nell'atmosfera della musica.
(....). Un'altra qualità di Angelini è l'esigenza della misura, dimodoché ogni suo pezzo risponde alla legge dell'armonia, prima che alla riproduzione della realtà. Da ciò è facile arguire quale sia il suo ideale estetico. Pittore per congenita disposizione della sua natura, Pietro Angelini dipinge e disegna come l'usignolo canta, e anche nei più minuscoli bozzetti e schizzi, tu trovi il segno palese di un linguaggio articolato con semplicità ed eloquenza potente. Se vi è un pittore che gli potrebbe essere paragonato, questi è Auguste Ravier, il fido e caro compagno di Antonio Fontanesi. Infine egli è un lirico che conosce i contrasti e le trasfigurazioni del vero. Poche gocce di colore, gli sono sufficienti per dargli un dato effetto atmosferico, il sentimento d'una realtà. Anche quando le esigenze dell'artista si attardano ad accarezzare una sfumatura, una lieve linea, una penombra, una trasparenza di luce, il suo dipinto mantiene la freschezza dell'impressione avuta".

## Quadriennale di Roma
Sette Partecipazioni.
- 1931 Prima Quadriennale D'Arte Nazionale Roma.
- 1935 Seconda Quadriennale D'Arte Nazionale Roma.
- 1939 III Quadriennale D'Arte Nazionale Roma.
- 1943 IV Quadriennale D'Arte Nazionale Roma.
- 1948 Rassegna Nazionale di Arti Figurative Roma (V quadriennale).
- 1955/56 VII Quadriennale D'Arte Nazionale Roma.
- 1959/60 VIII Quadriennale D'Arte Nazionale Roma.

## Biennale di Venezia
Sei partecipazioni.
- XVI Esposizione Internazionale d'Arte 1928.
- XVIII Esposizione Internazionale d'Arte 1932.
- XIX Esposizione Internazionale d'Arte 1934.
- XX Esposizione Internazionale d'Arte 1936.
- XXI Esposizione Internazionale d'Arte 1938.
- XXIV Esposizione Internazionale d'Arte 1948.

## Alcune Gallerie e Collezioni dove figurano opere di Pietro Angelini
- Milano, Galleria d'Arte Moderna.
- Piacenza, Galleria d'Arte Moderna Ricci Oddi.
- Bologna, Pinacoteca.
- Forlì, Pinacoteca.
- Roma, Galleria d'Arte Moderna.
- Roma, Collezione Senato della Repubblica.
- Roma, Collezione Camera dei Deputati.

## Fonti
- Archivio Quadriennale di Roma.
- Archivio Biennale di Venezia.
- Archivio Famiglia Angelini.
- Archivio G.Ronchi.
- Archivio Pinacoteca di Forlì.
- Rivista "Il Convegno" dic 1925 (art.Carlo Carrà).
- Rivista il Trebbo (lug-ago 1943).
- "La Piè" (art. Antonio Mambelli - demologo).
- Rivista "Il Melozzo" giugno 1970.
- Catalogo Mostra Pinacoteca Forlì 1972.
- Catalogo Mostra Circolo Artistico Roma 1931 (rec. C.E.Oppo).

| Controllo di autorità | VIAF (EN) 89774373 · ISNI (EN) 0000 0000 6176 9711 · LCCN (EN) n78037774 · GND (DE) 1174700319 |